# Relaciones Montenegro-Reino Unido
Las relaciones entre Montenegro y el Reino Unido (en inglés: Relations between Montenegro and the United Kingdom; montenegrino: односима Црне Горе и Уједињеног Краљевства; odnosima Crne Gore i Ujedinjenog Kraljevstva), o las relaciones británico-montenegrinas (inglés: British-Montenegrin relations; montenegrino: Британско-црногорски односи; Britanisko-crnogorski odnosi), son relaciones exteriores entre Montenegro y el Reino Unido. Ambas naciones son miembros del Consejo de Europa y de la OTAN y lucharon del mismo lado tanto en la Primera Guerra Mundial  como en la Segunda Guerra Mundial.

## Historia

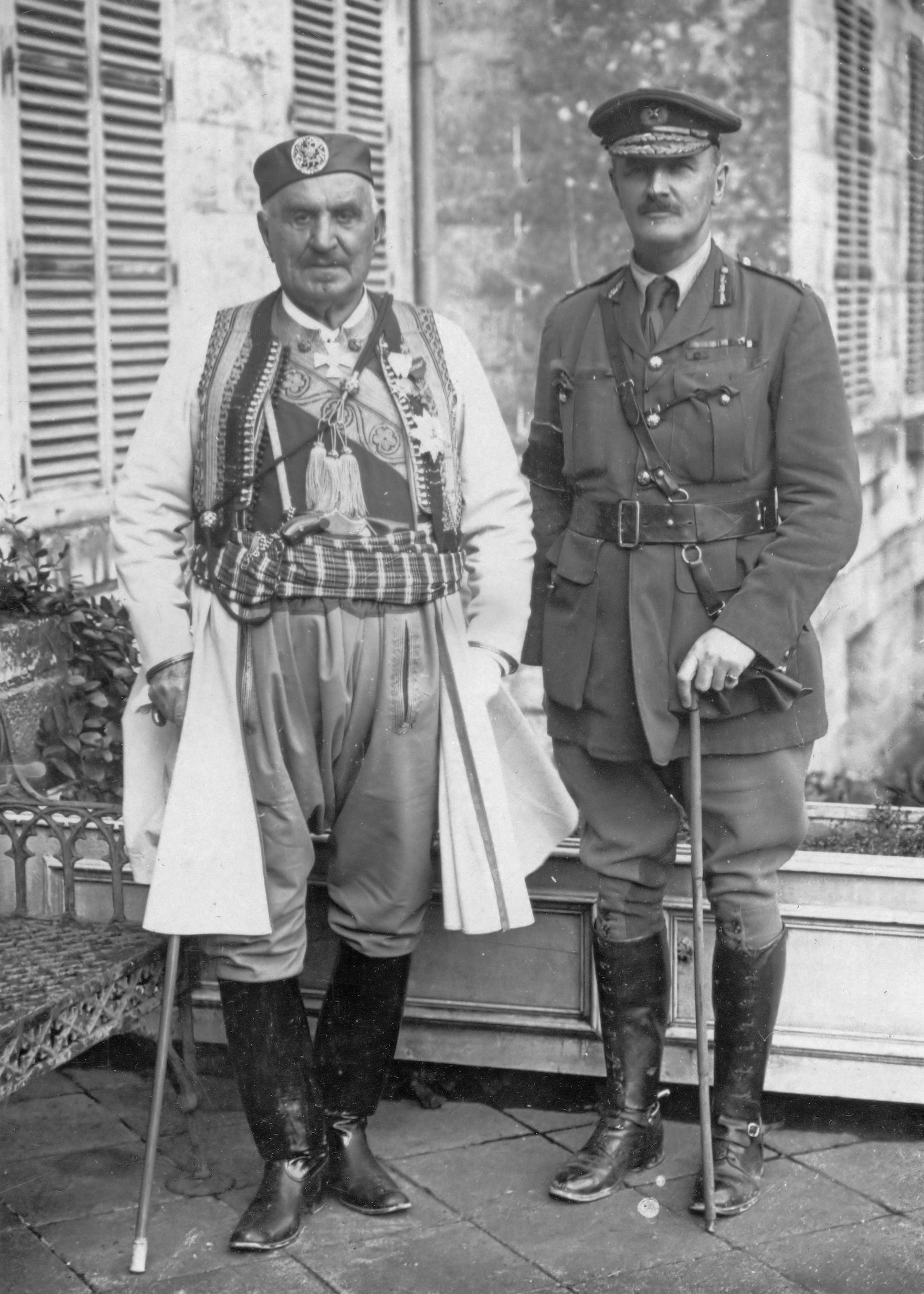
Nicolás I, rey de Montenegro, y el mariscal de campo, Edmund Allenby

En 1878 Gran Bretaña reconoció a Montenegro como principado independiente y soberano por el Congreso de Berlín. Durante ese período, Gran Bretaña mantuvo una embajada en la capital real, Cetiña. La antigua embajada británica en Cetiña sigue en pie y en la actualidad su edificio es utilizado como sede de la Academia de Música de la Universidad de Montenegro. 
Después de la disolución de Serbia y Montenegro, el Reino Unido reconoció a Montenegro como un estado independiente y estableció relaciones diplomáticas el 13 de junio de 2006. Luego, el Reino Unido mejoró su Oficina Británica en Podgorica. El Duque de York visitó Montenegro para inaugurar oficialmente la nueva Embajada Británica en Podgorica en marzo de 2009. 
Montenegro abrió una embajada en Londres en septiembre de 2007 (la antigua Embajada de Serbia y Montenegro en Londres se convirtió en la Embajada de la República de Serbia el 5 de junio de 2006).

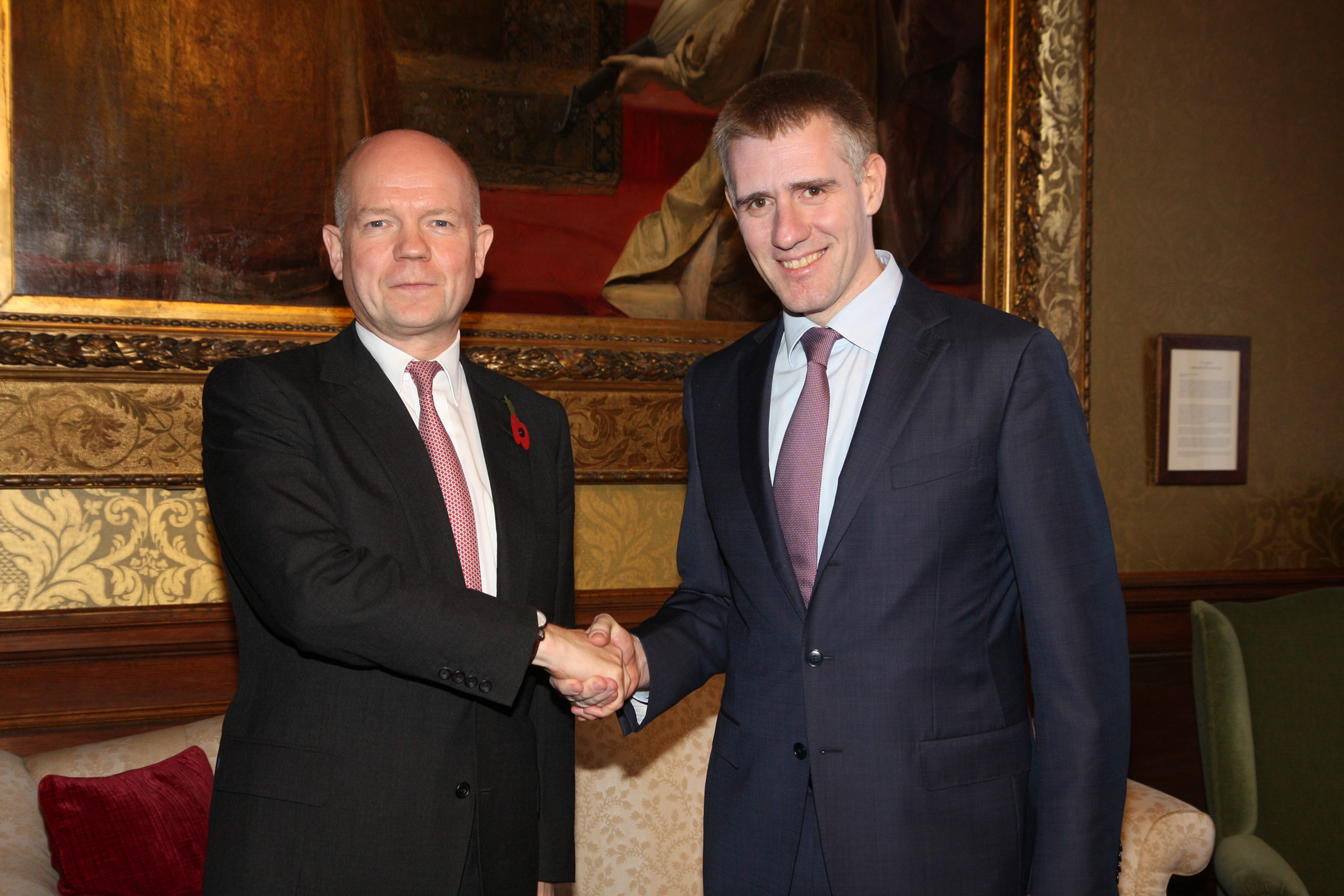
El secretario de Relaciones Exteriores británico, William Hague, se reunió con el ex primer ministro de Montenegro, Igor Lukšić, en Londres, octubre de 2013.

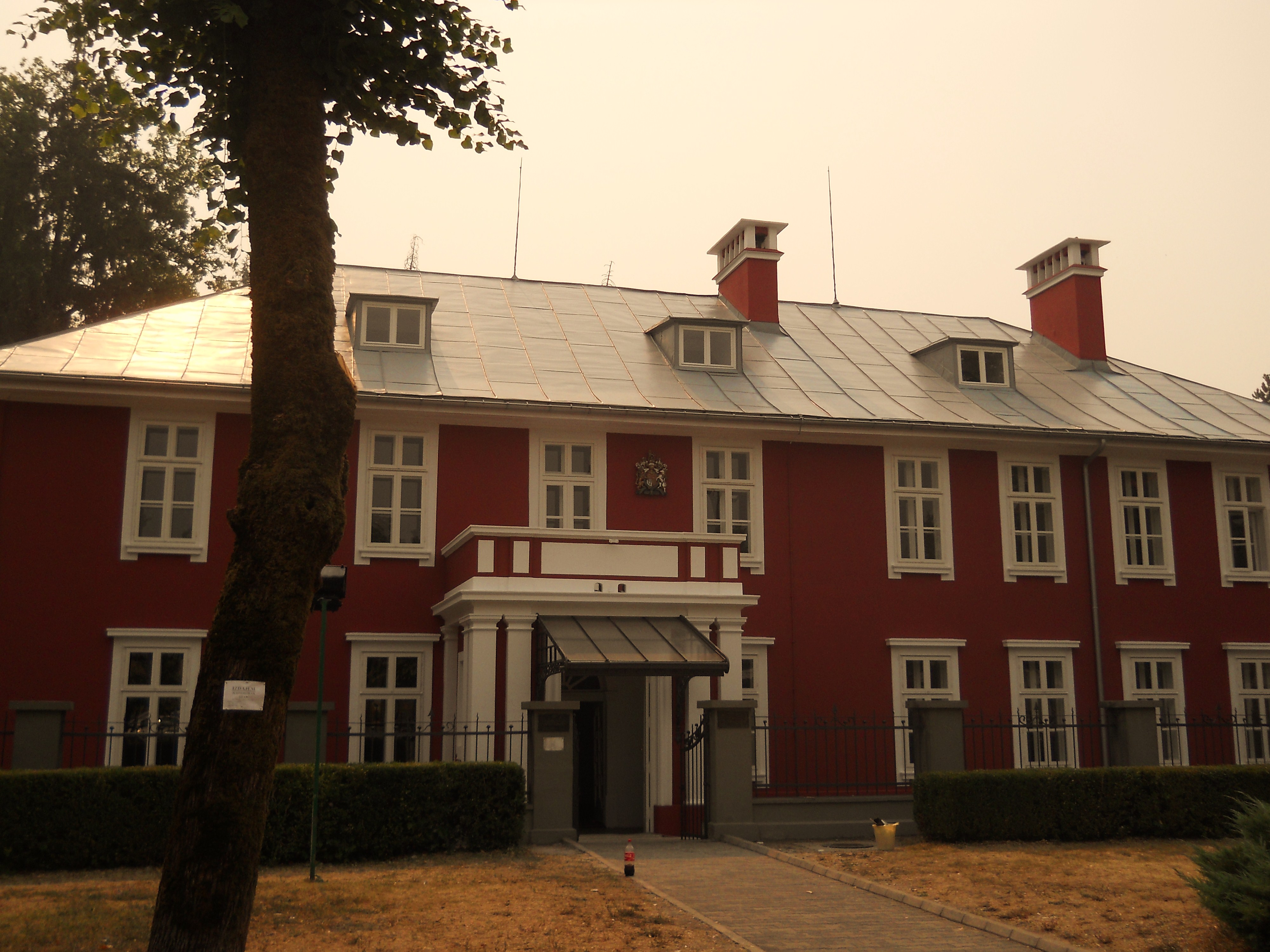
La antigua embajada británica en Cetiña

## Relaciones culturales

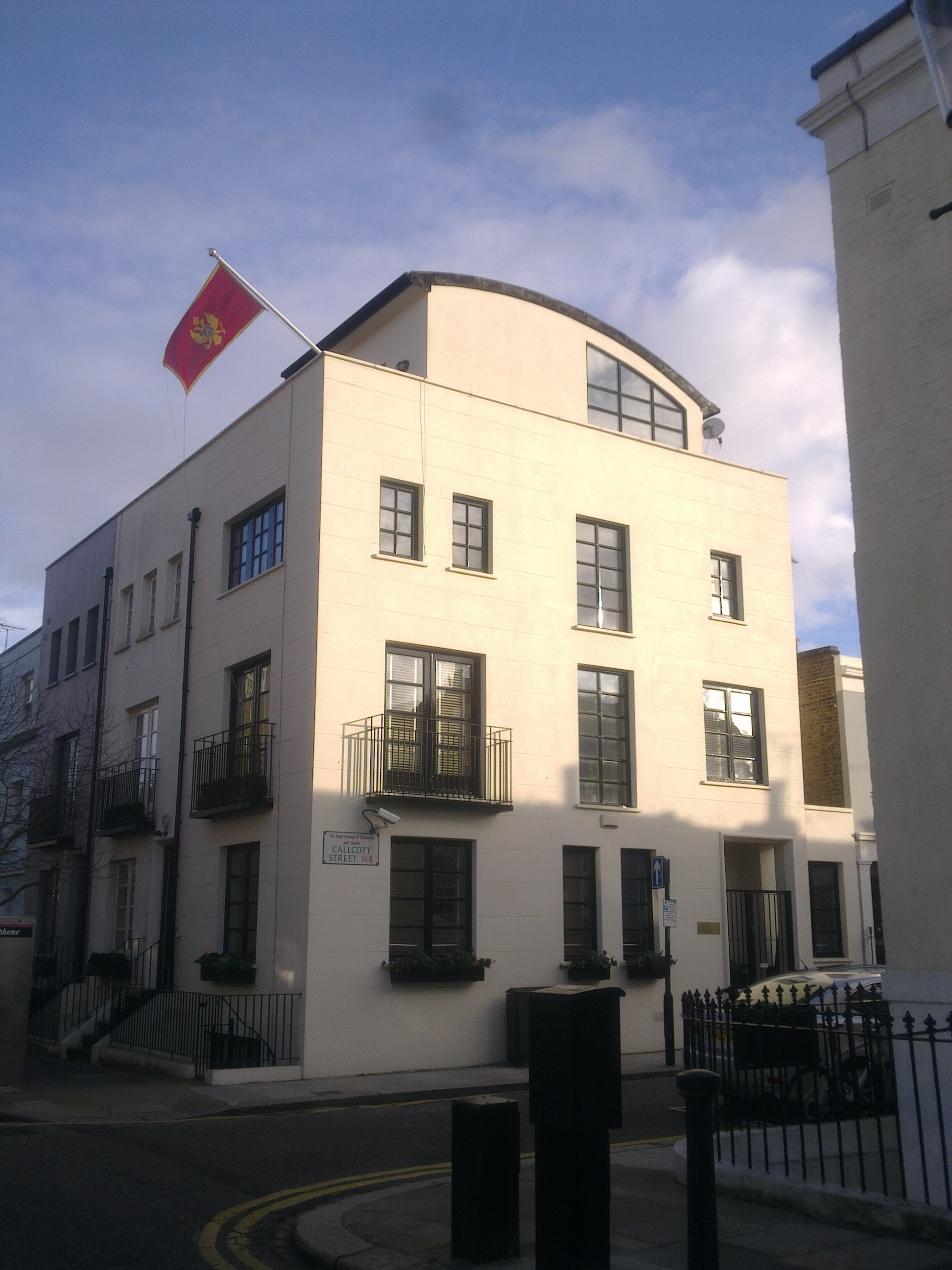
Relaciones Montenegro-Reino Unido

El British Council ha estado operando en Podgorica desde 1994 y está ubicado junto a la embajada. El British Council en Montenegro fomenta las relaciones culturales entre el Reino Unido y Montenegro a través de su trabajo en proyectos en los campos de la educación, las industrias creativas, la gobernanza y el idioma inglés, y también mediante el mantenimiento y el desarrollo de redes con organizaciones gubernamentales, no gubernamentales e internacionales a nivel local.
El censo del Reino Unido de 2001 registró 31.244 personas nacidas en el antiguo estado de Serbia y Montenegro, que ahora son los estados independientes de Serbia y Montenegro.

## Política
El Reino Unido apoya firmemente la membresía de Montenegro en la Unión Europea y la OTAN.